# Камышное (Луганская область)
Камышное (укр. Комишне) — село, относится к Станично-Луганскому району Луганской области Украины.
Население по переписи 2001 года составляло 732 человека. Почтовый индекс — 93644. Телефонный код — 6472.
Занимает площадь 4,96 км².

## Местный совет
93644, Луганская обл., Станично-Луганский р-н, с. Камышное, ул. Дружбы, 1.

## История
Находясь в составе Области Войска Донского, в селе существовала Вознесенская церковь.